# Claud Allister
Claud Allister (nascido William Claud Michael Palmer; Londres, 3 de outubro de 1888 – 26 de julho de 1970) foi um ator britânico com uma extensa carreira em Hollywood, onde atuou em mais de 70 filmes entre 1929 e 1955. Em 1929 fez sua estreia no cinema, em The Trial of Mary Dugan.
Faleceu em Santa Bárbara, Califórnia, Estados Unidos, em 1970. Sepultado no Westwood Village Memorial Park Cemetery.

## Filmografia parcial
- The Trial of Mary Dugan (1929)
- Reaching for the Moon (1930)
- Captain Applejack (1931)
- The Return of Raffles (1932)
- The Medicine Man (1933)
- The Private Life of Don Juan (1934)
- Every Night at Eight (1935)
- The Dark Angel (1935)
- Three Live Ghosts (1936)
- The Awful Truth (1937)
- Three Men and a Girl (1938)
- Captain Fury (1939)
- Lillian Russell (1940)
- A Yank in the R.A.F. (1941)
- Don't Get Personal (1942)
- Forever and a Day (1943)
- The Hundred Pound Window (1944)
- I Was a Criminal (1945)
- Kiss Me Kate (1953)
- The Black Shield of Falworth (1954)